# Erysimum thomsonii
Erysimum thomsonii är en korsblommig växtart som beskrevs av Joseph Dalton Hooker. Erysimum thomsonii ingår i släktet kårlar, och familjen korsblommiga växter. Inga underarter finns listade i Catalogue of Life.